# Austrosynapha rossi
Austrosynapha rossi är en tvåvingeart som beskrevs av Lane 1962. Austrosynapha rossi ingår i släktet Austrosynapha och familjen svampmyggor. Inga underarter finns listade i Catalogue of Life.